# Староситненский сельский округ
Староситненский сельский округ — упразднённая административно-территориальная единица, существовавшая на территории Ступинского района Московской области в 1994—2006 годах.
Староситненский сельсовет был образован в первые годы советской власти. По данным 1921 года он входил в состав Жилёвской волости Серпуховского уезда Московской губернии.
В 1923 году к Староситненскому с/с были присоединены селения Вальцово и Образцово упразднённого Колдинского с/с.
24 марта 1924 года Жилёвская волость была передана в Каширский уезд.
В 1927 году из Староситненского с/с были выделены Вальцевский и Тростниковский с/с.
В 1926 году Староситненский с/с включал село Старая Ситня, деревни Вальцово, Образцово и Тростники, а также мельницу, больницу и сторожку.
В 1929 году Староситненский с/с был отнесён к Михневскому району Серпуховского округа Московской области.
20 мая 1930 года Староситненский с/с, включавший в то время единственный населённый пункт (Старая Ситня), был передан в Каширский район.
15 марта 1944 года Староситненский с/с был передан в административное подчинение городу Ступино.
21 февраля 1946 года в Староситненский с/с из Песочинского с/с Малинского района было передано селение Старое.
10 апреля 1953 года из Алеевского с/с в Староситненский были переданы селения Тростники, Староситненская и посёлок больницы им. Ганнушкина, а из Хочемского с/с — селения Лаптево и Хочёма.
26 июля 1956 года из Крутышкинского с/с в Староситненский было передано селение Малое Образцово и посёлок совхоза «Образцово».
25 сентября 1958 года к Староситненскому с/с были присоединены селения Гладково, Куртино, Матчино и Родоманово упразднённого Бортниковского с/с.
3 июня 1959 года Староситненский с/с вошёл в новообразованный Ступинский район.
20 августа 1960 года к Староситненскому с/с был присоединён Ситне-Щелкановский сельсовет (за исключением селения Алеево), но уже 30 сентября 1960 года это решение было отменено и Ситне-Щелкановский с/с был восстановлен.
5 сентября 1961 года из Ситне-Щелкановского с/с в Староситненский были переданы селения Аксинькино, Воскресенки, Колдино и Колюпаново.
1 февраля 1963 года Ступинский район был упразднён и Староситненский с/с вошёл в Ступинский сельский район. 11 января 1965 года Староситненский с/с был возвращён в восстановленный Ступинский район.
5 апреля 1967 года селения Аксинькино, Воскресенки, Колдино и Колюпаново были возвращены из Староситненского с/с в Ситне-Щелкановский.
5 августа 1968 года из Новосёлковского с/с в Староситненский было передано селение Песочня.
3 февраля 1994 года Староситненский с/с был преобразован в Староситненский сельский округ.
10 января 2002 года из Староситненского с/о в черту города Ступино были переданы деревни Большое и Малое Образцово и посёлок отделения совхоза «Образцово».
В ходе муниципальной реформы 2004—2005 годов Староситненский сельский округ прекратил своё существование как муниципальная единица. При этом все его населённые пункты были переданы в городское поселение Ступино.
29 ноября 2006 года Староситненский сельский округ исключён из учётных данных административно-территориальных и территориальных единиц Московской области.